# クローン林業
クローン林業（クローンりんぎょう）とは、クローン苗を使った人工林を造成する林業のことである。

## 概要
クローン苗は、採穂園などで育成した優良種苗から採取した挿し穂による挿し木や接ぎ木で増殖して生産される。遺伝的に全く同じ遺伝子を持つ優良な苗木を大量に確保できるメリットがあるものの、万が一、病害虫が蔓延するとダメージは計り知れないものとなる。このため、一定の面積ごとに、クローン苗を替えるなどの対策が講じられる。なお、苗木は産地、系統など地域性を考慮されて生産、流通されるため、最低限の種の多様性は確保されている。
日本では、各自治体、民間事業者によりスギ、ヒノキの選抜、クローン苗の研究が古くから行われていた。これらの技術は、パルプ用に品種改良されたユーカリ等にも応用されており、東南アジアなどにおいてもクローン苗木を用いた造林が行われている。